# Абигаил (кратер)
Вижте пояснителната страница за други значения на Абигаил.
Абигаил (на английски: Abigail) е ударен кратер разположен на планетата Венера. Той е с диаметър 18,4 km, и е кръстен на иврит име Абигаил.